# Philipp Jakob Hildebrand
Philipp Jakob Hildebrand (oder Hildebrandt) (* 15. September 1733 in Ziegenhain; † 29. August 1783 vor Neufundland) war ein Hessen-Hanauer Offizier im Amerikanischen Unabhängigkeitskrieg. Er nahm während des Saratoga-Feldzuges 1777 als Kompanieführer einer Hessen-Hanauer Jägerkompanie an der Mohawk-Expedition unter Oberstleutnant Barry St. Leger teil und war dabei Augenzeuge der Schlacht von Oriskany.

## Tagebuch
Hildebrand führte während seines gesamten Einsatzes im Amerikanischen Unabhängigkeitskrieg ein Tagebuch, in dem er täglich seinen Aufenthaltsort, seine Befehle, seine Tätigkeiten und seine Beobachtungen und Eindrücke von Land und Leuten festhielt. Von besonderem Interesse sind dabei seine Schilderungen der Irokesen, die auf britischer Seite am Feldzug teilnahmen und dadurch Waffenbrüder der Hanauer Jäger waren.
Das Tagebuch beginnt am 7. März 1777 mit der Einschiffung der Jägerkompanie auf Mainkähnen in Hanau. Es wird zunächst die Fahrt auf Main und Rhein in die Niederlande und nach England geschildert mit Desertationen und Rebellionen, die sich dabei zutrugen. Dann berichtet Hildebrand von der Überfahrt in einer Flotte von 32 Schiffen von England nach Kanada und den Schwierigkeiten und Gefahren, die dabei auftraten. Durch seine Stellung als Offizier wurde er vom Schiffskapitän mit nautischen und geographischen Informationen versorgt, wodurch sich die Überfahrt genau nachvollziehen lässt.
In Kanada angekommen, war der eigentliche Kompanieführer Jägerkapitän Kornrumpff bereits todkrank, sodass Hildebrand die Führung der Kompanie übertragen wurde. Er stand danach in unmittelbarem Kontakt mit der britischen Militärführung in Kanada und anhand der ihm erteilten Befehle, die er in seinem Tagebuch festhielt, lässt sich die Militäroperation von 1777 gut nachvollziehen. In Kanada angekommen, wurde Hildebrand mit der Jägerkompanie unverzüglich den Truppen von Barry St. Leger hinterhergeschickt, die bereits Richtung Fort Oswego aufgebrochen waren, um Fort Stanwix zu belagern und möglichst zu erobern. Hierbei wurde der Wasserweg auf Flussbooten (französisch bateaux) den Sankt-Lorenz-Strom hinauf eingeschlagen, unterstützt von kanadischen Loyalisten, die die Boote führten und den Weg wiesen. Im Tagebuch wird deutlich, wie gefahrvoll und beschwerlich diese Fahrt war, die teilweise auch über Land führte, um Stromschnellen und Wasserfälle zu umgehen.
In Fort Oswego traf Hildebrand neben dem britischen Brigadegeneral St. Leger auch auf die dort versammelten Irokesen, die auf englischer Seite kämpften. Von besonderem Interesse ist die eingehende Schilderung dieser Indianer, ihrer Sitten und Gebräuche. Da Hildebrand der Anführer der Jägerkompanie war und die Irokesen Waffenbrüder waren, wird auch eingehend geschildert, mit welcher Zeremonie die Brüderschaft mit den Irokesen geschlossen wurde. Nachfolgend wird die Belagerung von Fort Stanwix und die Schlacht von Oriskany geschildert, neben der Beteiligung der Hanauer Jäger vor allem das Kampfverhalten der Irokesen, die einen großen Anteil an der Vernichtung der amerikanischen Milizeinheiten von General Herkimer hatten. Besonders abstoßend fand Hildebrand dabei das massenhafte Sammeln von Skalps seitens der Indianer.
Nach der gescheiterten Belagerung des Forts zog sich St. Leger und mit ihm die Jägerkompanie nach Kanada zurück. In der Folge wurden die Hanauer Jäger in erster Linie zur Grenzsicherung der kanadischen Kolonie eingesetzt.
Überliefert sind die Tagebucheintragungen bis August 1781. Wahrscheinlich hat Hildebrand das Tagebuch jedoch bis zu seinem Tod zwei Jahre später weitergeführt, bis er während der Rückfahrt nach Europa vor Neufundland starb und in die See bestattet wurde. Die übrigen Aufzeichnungen wurden jedoch von der erbprinzlichen Regierung in Hanau einbehalten, als das Tagebuch seinem Sohn ausgehändigt wurde. Es wird vermutet, dass dadurch die Zustände und Konflikte, die in der Schlussphase des Krieges in der Jägerkompanie auftraten, nicht an die Öffentlichkeit dringen sollten.
Das Tagebuch wurde 2009 in einem privaten Nachlass wiederentdeckt und 2011 vom Hanauer Geschichtsverein und dem Hessischen Landesamt für geschichtliche Landeskunde als Buch herausgegeben.